# الكريم (سلمية)
الكريم قرية سورية تتبع ناحية مركز السلمية في منطقة سلمية في محافظة حماة. بلغ عدد سكانها 1239 نسمة في عام 2004 حسب إحصاء المكتب المركزي للإحصاء.

## وصلات خارجية
- الوحدات الإدارية في محافظة حماة